# Gommenec'h
 Gommenec'h  (en bretón Gouanac'h) es una población y comuna francesa, situada en la región de Bretaña, departamento de Côtes-d'Armor, en el distrito de Saint-Brieuc y cantón de Lanvollon.

## Demografía
| 671 | 552 | 513 | 457 | 421 | 475 |
| Para los censos de 1962 a 1999 la población legal corresponde a la población sin duplicidades (Fuente: INSEE [Consultar]) |     |     |     |     |     |